# Торжокский район
Торжо́кский райо́н — административно-территориальная единица (район) и муниципальное образование (муниципальный район) в Тверской области России.
Административный центр — город Торжок, который не входит в район и составляет отдельный городской округ.

## География
Площадь — 3128 км².
Район расположен в центральной части области и граничит:
- на севере — с Вышневолоцким и Спировским районами,
- на востоке — с Лихославльским и Калининским районами,
- на юге — со Старицким районом,
- на западе — с Кувшиновским районом

Основные реки — Тверца, Тьма — притоки Волги, Осуга приток Тверцы. Другие значительные реки: Поведь, Логовежь, Рачайна, Шостка.

## История
Образован 12 июля 1929 года как Новоторжский район в составе Тверского округа Московской области из части территории Новоторжского уезда Тверской губернии. В состав района вошли город Торжок и сельсоветы: Аксёновский, Андреановский, Березаевский, Больше-Бутивицкий, Больше-Вишенский, Больше-Петровский, Больше-Святцевский, Борисцевский, Будовский, Быльцинский, Васильцевский, Владенинский, Возжанский, Гарский, Глядинский, Голобовский, Головино-Горский, Дубровский, Думановский, Дурулинский, Житниковский, Захаркинский, Захожский, Ильинский, Климовский, Костеревский, Мало-Киселенский, Мануйловский, Мартыновский, Машутинский, Медуховский, Мишутинский, Мошковский, Непоровский, Никольский, Осуйский, Паникский, Переслегинский, Печенский, Поведенский, Погореловский, Пролетарский, Раменский, Самотелкинский, Сафонихинский, Соколинский, Сотинский, Степанковский, Струженский, Сукромлинский, Сучье-Горский, Толстиковский, Хлыщевский, Чернавский, Шубинский, Щемелининский, Юрьевский, Яковлевский и Яконовский.
10 мая 1930 года из Каменского района Ржевского округа Западной области в Новоторжский район были переданы Таложенский и Тимофеевский с/с. В свою очередь из Новоторжского района в Высоковский район Ржевского округа были переданы Возжанский и Мишутинский с/с.
10 января 1932 года из Старицкого района Западной области в Новоторжский район были переданы Возжанский и Мишутинский с/с.
29 января 1935 г. передан в состав Калининской области. 22 августа 1958 года к Новоторжскому району была присоединена часть территории упразднённого Есеновичского района, а 14 ноября 1960 года — часть территории упразднённого Луковниковского района. В феврале 1963 года Новоторжский район был переименован в Торжокский район.

## Население
| 1939    | 1959    | 1970    | 1979    | 1989    | 2002    | 2006    | 2009    | 2010    |
| ------- | ------- | ------- | ------- | ------- | ------- | ------- | ------- | ------- |
| 44 389  | ↘32 615 | ↗38 851 | ↘31 032 | ↘27 376 | ↘23 856 | ↘23 200 | ↘23 126 | ↘22 534 |
| 2011    | 2012    | 2013    | 2014    | 2015    | 2016    | 2017    | 2018    | 2019    |
| ↘22 421 | ↗22 897 | ↗23 071 | ↗23 167 | ↘22 721 | ↘22 358 | ↘22 087 | ↘21 907 | ↘21 572 |
| 2020    | 2021    |         |         |         |         |         |         |         |
| ↘20 892 | ↘19 770 |         |         |         |         |         |         |         |

Гендерный состав
По данным переписи 2002 года население составило 23 856 жителей (11 098 мужчин и 12 758 женщин).

### Национальный состав
По итогам переписи населения 2020 года проживали следующие национальности (национальности менее 0,1 % и другое, см. в сноске к строке «Другие»):
| Национальность | Численность, чел. | Доля     |
| -------------- | ----------------- | -------- |
| Русские        | 16 203            | 81,96 %  |
| Цыгане         | 277               | 1,40 %   |
| Армяне         | 277               | 1,40 %   |
| Таджики        | 143               | 0,72 %   |
| Узбеки         | 116               | 0,59 %   |
| Чуваши         | 96                | 0,49 %   |
| Украинцы       | 86                | 0,44 %   |
| Белорусы       | 42                | 0,21 %   |
| Азербайджанцы  | 39                | 0,20 %   |
| Татары         | 36                | 0,18 %   |
| Молдаване      | 34                | 0,17 %   |
| Чеченцы        | 20                | 0,10 %   |
| Другие         | 2401              | 12,14 %  |
| Итого          | 19 770            | 100,00 % |

## Административно-муниципальное устройство
В Торжокский район, с точки зрения административно-территориального устройства области, входят 14 поселений.
Муниципальный район, в рамках организации местного самоуправления, делится на 14 муниципальных образований со статусом сельского поселения:
| №  | Муниципальное образование            | Административный центр   | Количество населённых пунктов | Население (чел.) | Площадь (км²) |
| -- | ------------------------------------ | ------------------------ | ----------------------------- | ---------------- | ------------- |
| 1  | Большесвятцовское сельское поселение | деревня Большое Святцово | 21                            | ↘780             | 103,35        |
| 2  | Борисцевское сельское поселение      | деревня Борисцево        | 14                            | ↗1425            | 92,45         |
| 3  | Будовское сельское поселение         | деревня Будово           | 42                            | ↘2583            | 398,03        |
| 4  | Высоковское сельское поселение       | посёлок Высокое          | 59                            | ↘1993            | 457,58        |
| 5  | Грузинское сельское поселение        | деревня Грузины          | 25                            | ↘2072            | 234,27        |
| 6  | Марьинское сельское поселение        | село Марьино             | 19                            | ↘1322            | 138,58        |
| 7  | Масловское сельское поселение        | деревня Маслово          | 28                            | ↘1203            | 153,10        |
| 8  | Мирновское сельское поселение        | посёлок Мирный           | 34                            | ↗2360            | 198,53        |
| 9  | Мошковское сельское поселение        | деревня Мошки            | 40                            | ↘1364            | 330,51        |
| 10 | Рудниковское сельское поселение      | деревня Рудниково        | 23                            | ↗911             | 129,09        |
| 11 | Страшевичское сельское поселение     | село Страшевичи          | 51                            | ↘619             | 258,21        |
| 12 | Сукромленское сельское поселение     | село Сукромля            | 36                            | ↘810             | 210,33        |
| 13 | Тверецкое сельское поселение         | посёлок Тверецкий        | 7                             | ↘483             | 87,22         |
| 14 | Яконовское сельское поселение        | село Яконово             | 60                            | ↘1845            | 336,85        |

1 января 2006 года в муниципальном районы сперва были образованы 22 сельских поселения. В 2017 году были упразднены сельские поселения: Большепетровское (включено в Будовское); Богатьковское и Ладьинское (включены  в Высоковское); Пироговское (включены  в Грузинское); Клоковское (включено в Мирновское); Тредубское (включено в Мошковское); Никольское и Осташковское (включены в Яконовское сельское поселение).

## Населённые пункты
В Торжокском районе 459 населённых пунктов.
| №   | Населённый пункт      | Тип                     | Население | Муниципальное образование            |
| --- | --------------------- | ----------------------- | --------- | ------------------------------------ |
| 1   | Абакумово             | деревня                 | 34        | Страшевичское сельское поселение     |
| 2   | Абакумово             | деревня                 | 10        | Мошковское сельское поселение        |
| 3   | Аксёново              | деревня                 | 6         | Сукромленское сельское поселение     |
| 4   | Александровка         | деревня                 | 7         | Страшевичское сельское поселение     |
| 5   | Александрово          | деревня                 | 1         | Тверецкое сельское поселение         |
| 6   | Алексейково           | деревня                 | 55        | Сукромленское сельское поселение     |
| 7   | Альфимово             | деревня                 | ↘126      | Сукромленское сельское поселение     |
| 8   | Андреево              | деревня                 | ↘1        | Масловское сельское поселение        |
| 9   | Андрианово            | деревня                 | 74        | Мирновское сельское поселение        |
| 10  | Андриянцево           | деревня                 | 1         | Марьинское сельское поселение        |
| 11  | Андрюшино             | деревня                 | 1         | Сукромленское сельское поселение     |
| 12  | Анненское             | деревня                 | ↘12       | Мошковское сельское поселение        |
| 13  | Аннино                | деревня                 | ↘1        | Масловское сельское поселение        |
| 14  | Анцифорово            | деревня                 | 0         | Страшевичское сельское поселение     |
| 15  | Арпачёво              | деревня                 | ↗50       | Яконовское сельское поселение        |
| 16  | Афримово              | деревня                 | 19        | Будовское сельское поселение         |
| 17  | Бабино                | деревня                 | 18        | Страшевичское сельское поселение     |
| 18  | Бавыкино              | деревня                 | 0         | Яконовское сельское поселение        |
| 19  | Багаиха               | деревня                 | 0         | Страшевичское сельское поселение     |
| 20  | Бараново              | деревня                 | 10        | Большесвятцовское сельское поселение |
| 21  | Барсуки               | деревня                 | 29        | Высоковское сельское поселение       |
| 22  | Барыково              | деревня                 | ↘1        | Высоковское сельское поселение       |
| 23  | Барыково              | деревня                 | ↘11       | Масловское сельское поселение        |
| 24  | Бахани                | хутор                   | 0         | Будовское сельское поселение         |
| 25  | Бачерово              | деревня                 | 1         | Страшевичское сельское поселение     |
| 26  | Бели                  | деревня                 | 20        | Рудниковское сельское поселение      |
| 27  | Бережок               | деревня                 | 5         | Грузинское сельское поселение        |
| 28  | Березай               | деревня                 | 30        | Будовское сельское поселение         |
| 29  | Березки               | деревня                 | 15        | Борисцевское сельское поселение      |
| 30  | Березки               | деревня                 | ↘17       | Масловское сельское поселение        |
| 31  | Бернишено             | деревня                 | 127       | Высоковское сельское поселение       |
| 32  | Бессменино            | деревня                 | 15        | Мошковское сельское поселение        |
| 33  | Бибиково              | деревня                 | 23        | Высоковское сельское поселение       |
| 34  | Битьково              | деревня                 | 42        | Будовское сельское поселение         |
| 35  | Бобров Городок        | деревня                 | 1         | Яконовское сельское поселение        |
| 36  | Богатьково            | деревня                 | ↘138      | Высоковское сельское поселение       |
| 37  | Богородецкое          | деревня                 | 10        | Страшевичское сельское поселение     |
| 38  | Богуново              | деревня                 | 68        | Грузинское сельское поселение        |
| 39  | Большая Киселенка     | деревня                 | 124       | Будовское сельское поселение         |
| 40  | Большая Песочня       | деревня                 | 16        | Будовское сельское поселение         |
| 41  | Большое Вишенье       | деревня                 | ↘382      | Яконовское сельское поселение        |
| 42  | Большое Петрово       | деревня                 | ↗128      | Будовское сельское поселение         |
| 43  | Большое Святцово      | деревня                 | ↗307      | Большесвятцовское сельское поселение |
| 44  | Бор                   | посёлок                 | ↘6        | Мирновское сельское поселение        |
| 45  | Борисцево             | деревня                 | ↘73       | Борисцевское сельское поселение      |
| 46  | Боркино               | деревня                 | 0         | Страшевичское сельское поселение     |
| 47  | Боровое               | деревня                 | 16        | Будовское сельское поселение         |
| 48  | Бородино              | деревня                 | 0         | Рудниковское сельское поселение      |
| 49  | Боярское              | деревня                 | 6         | Высоковское сельское поселение       |
| 50  | Бродниково            | деревня                 | →0        | Мирновское сельское поселение        |
| 51  | Брячково              | деревня                 | 36        | Грузинское сельское поселение        |
| 52  | Бубеньево             | деревня                 | ↘407      | Мирновское сельское поселение        |
| 53  | Будово                | деревня                 | ↗312      | Будовское сельское поселение         |
| 54  | Буконтово             | деревня                 | ↘0        | Высоковское сельское поселение       |
| 55  | Булатниково           | деревня                 | 53        | Мошковское сельское поселение        |
| 56  | Бунятино              | деревня                 | 23        | Яконовское сельское поселение        |
| 57  | Бурчиха               | деревня                 | 26        | Страшевичское сельское поселение     |
| 58  | Бутивицы              | деревня                 | ↘42       | Масловское сельское поселение        |
| 59  | Быльцино              | деревня                 | ↗135      | Большесвятцовское сельское поселение |
| 60  | Ванеево               | деревня                 | 16        | Высоковское сельское поселение       |
| 61  | Василёво              | деревня                 | ↘25       | Большесвятцовское сельское поселение |
| 62  | Василево              | деревня                 | ↘9        | Будовское сельское поселение         |
| 63  | Васильева Гора        | деревня                 | 16        | Марьинское сельское поселение        |
| 64  | Васильево             | деревня                 | ↘1        | Высоковское сельское поселение       |
| 65  | Васильково            | деревня                 | 7         | Марьинское сельское поселение        |
| 66  | Васильцево            | деревня                 | 1         | Сукромленское сельское поселение     |
| 67  | Васьково              | деревня                 | 17        | Высоковское сельское поселение       |
| 68  | Великоселье           | деревня                 | 1         | Высоковское сельское поселение       |
| 69  | Вишенки               | деревня                 | 60        | Страшевичское сельское поселение     |
| 70  | Владенино             | деревня                 | 41        | Будовское сельское поселение         |
| 71  | Владычня              | деревня                 | ↘82       | Мирновское сельское поселение        |
| 72  | Внуково               | деревня                 | ↗90       | Мирновское сельское поселение        |
| 73  | Возжанки              | деревня                 | 1         | Высоковское сельское поселение       |
| 74  | Волосово              | деревня                 | ↘30       | Рудниковское сельское поселение      |
| 75  | Воробьёво             | деревня                 | 6         | Большесвятцовское сельское поселение |
| 76  | Воронцы               | деревня                 | 53        | Сукромленское сельское поселение     |
| 77  | Воропуни              | деревня                 | 91        | Высоковское сельское поселение       |
| 78  | Восход                | деревня                 | ↘130      | Мирновское сельское поселение        |
| 79  | Восцы                 | деревня                 | 87        | Большесвятцовское сельское поселение |
| 80  | Высокое               | деревня                 | 1         | Страшевичское сельское поселение     |
| 81  | Высокое               | деревня                 | 0         | Страшевичское сельское поселение     |
| 82  | Высокое               | деревня                 | 30        | Высоковское сельское поселение       |
| 83  | Высокое               | посёлок                 | ↘897      | Высоковское сельское поселение       |
| 84  | Галки                 | деревня                 | 60        | Сукромленское сельское поселение     |
| 85  | Гальково              | деревня                 | ↘14       | Мирновское сельское поселение        |
| 86  | Гари                  | деревня                 | 6         | Яконовское сельское поселение        |
| 87  | Глазуны               | деревня                 | 1         | Страшевичское сельское поселение     |
| 88  | Глебово               | деревня                 | 19        | Яконовское сельское поселение        |
| 89  | Глинки                | деревня                 | 8         | Рудниковское сельское поселение      |
| 90  | Глухово               | деревня                 | ↗192      | Высоковское сельское поселение       |
| 91  | Глухово               | деревня                 | 10        | Яконовское сельское поселение        |
| 92  | Глядини               | деревня                 | 35        | Мирновское сельское поселение        |
| 93  | Голенищево            | деревня                 | 67        | Грузинское сельское поселение        |
| 94  | Голобово              | деревня                 | 54        | Яконовское сельское поселение        |
| 95  | Головинские Горки     | деревня                 | 36        | Борисцевское сельское поселение      |
| 96  | Горицы                | деревня                 | 1         | Высоковское сельское поселение       |
| 97  | Горки                 | деревня                 | 25        | Будовское сельское поселение         |
| 98  | Горощино              | деревня                 | 54        | Рудниковское сельское поселение      |
| 99  | Горшково              | деревня                 | 0         | Будовское сельское поселение         |
| 100 | Горы                  | деревня                 | 1         | Страшевичское сельское поселение     |
| 101 | Горянка               | деревня                 | 1         | Сукромленское сельское поселение     |
| 102 | Грузины               | деревня                 | ↘970      | Грузинское сельское поселение        |
| 103 | Гудково               | деревня                 | 12        | Страшевичское сельское поселение     |
| 104 | Гусенец               | деревня                 | 37        | Мошковское сельское поселение        |
| 105 | Дарище                | деревня                 | 19        | Будовское сельское поселение         |
| 106 | Дары                  | деревня                 | ↘21       | Высоковское сельское поселение       |
| 107 | Детково               | деревня                 | 77        | Яконовское сельское поселение        |
| 108 | Дитяткино             | деревня                 | 10        | Большесвятцовское сельское поселение |
| 109 | Дмитровка             | деревня                 | 0         | Высоковское сельское поселение       |
| 110 | Дмитровское           | село                    | ↘25       | Грузинское сельское поселение        |
| 111 | Дмитровское           | деревня                 | 22        | Страшевичское сельское поселение     |
| 112 | Добрыни               | деревня                 | ↘42       | Яконовское сельское поселение        |
| 113 | Домославль            | деревня                 | 18        | Мирновское сельское поселение        |
| 114 | Доншино               | деревня                 | 0         | Марьинское сельское поселение        |
| 115 | Дорофейки             | деревня                 | 0         | Мошковское сельское поселение        |
| 116 | Дубки                 | деревня                 | 1         | Сукромленское сельское поселение     |
| 117 | Дубровка              | деревня                 | 306       | Борисцевское сельское поселение      |
| 118 | Дубровка              | деревня                 | ↘16       | Марьинское сельское поселение        |
| 119 | Дудорово              | деревня                 | ↘61       | Высоковское сельское поселение       |
| 120 | Дулово                | деревня                 | 10        | Страшевичское сельское поселение     |
| 121 | Думаново              | деревня                 | ↘137      | Мирновское сельское поселение        |
| 122 | Дурулино              | деревня                 | 28        | Мошковское сельское поселение        |
| 123 | Екатино               | деревня                 | ↗52       | Масловское сельское поселение        |
| 124 | Елизаветино           | деревня                 | 10        | Страшевичское сельское поселение     |
| 125 | Еменово               | деревня                 | 25        | Высоковское сельское поселение       |
| 126 | Еремейки              | деревня                 | 11        | Мошковское сельское поселение        |
| 127 | Еремкино              | деревня                 | 24        | Мошковское сельское поселение        |
| 128 | Ерешкино              | деревня                 | 1         | Яконовское сельское поселение        |
| 129 | Ескино                | деревня                 | 6         | Яконовское сельское поселение        |
| 130 | Ефремово              | деревня                 | 9         | Яконовское сельское поселение        |
| 131 | Жданово               | деревня                 | 7         | Марьинское сельское поселение        |
| 132 | Жеротино              | деревня                 | 16        | Высоковское сельское поселение       |
| 133 | Жилкино               | деревня                 | 0         | Высоковское сельское поселение       |
| 134 | Житково               | деревня                 | 14        | Большесвятцовское сельское поселение |
| 135 | Житниково             | деревня                 | 10        | Яконовское сельское поселение        |
| 136 | Жулево                | деревня                 | 1         | Высоковское сельское поселение       |
| 137 | Журавки               | деревня                 | 0         | Сукромленское сельское поселение     |
| 138 | Заболотье             | деревня                 | 1         | Высоковское сельское поселение       |
| 139 | Загорье               | деревня                 | ↗13       | Сукромленское сельское поселение     |
| 140 | Задорье               | деревня                 | 0         | Страшевичское сельское поселение     |
| 141 | Замушье               | деревня                 | 8         | Тверецкое сельское поселение         |
| 142 | Заполье               | деревня                 | 56        | Яконовское сельское поселение        |
| 143 | Заречье               | деревня                 | →17       | Мошковское сельское поселение        |
| 144 | Заря                  | деревня                 | 16        | Страшевичское сельское поселение     |
| 145 | Захаркино             | деревня                 | 9         | Сукромленское сельское поселение     |
| 146 | Захожье               | деревня                 | 73        | Грузинское сельское поселение        |
| 147 | Зелёная Нива          | посёлок                 | ↘53       | Большесвятцовское сельское поселение |
| 148 | Зеленцино             | деревня                 | 6         | Высоковское сельское поселение       |
| 149 | Зелёный               | посёлок                 | ↘604      | Марьинское сельское поселение        |
| 150 | Зенцово               | деревня                 | 31        | Будовское сельское поселение         |
| 151 | Зизино                | деревня                 | 9         | Будовское сельское поселение         |
| 152 | Зябриково             | деревня                 | 0         | Высоковское сельское поселение       |
| 153 | Иванково              | деревня                 | 0         | Страшевичское сельское поселение     |
| 154 | Игнатьево             | деревня                 | 67        | Высоковское сельское поселение       |
| 155 | Измайлово             | деревня                 | 1         | Мирновское сельское поселение        |
| 156 | Ильино                | деревня                 | ↘164      | Грузинское сельское поселение        |
| 157 | Исаково               | деревня                 | ↘19       | Масловское сельское поселение        |
| 158 | Казицино              | деревня                 | 32        | Яконовское сельское поселение        |
| 159 | Карпеево              | деревня                 | 0         | Яконовское сельское поселение        |
| 160 | Карцово               | деревня                 | ↗28       | Масловское сельское поселение        |
| 161 | Карцово               | деревня                 | ↗20       | Мошковское сельское поселение        |
| 162 | Каряево               | деревня                 | 1         | Сукромленское сельское поселение     |
| 163 | Кафтырево             | деревня                 | 0         | Страшевичское сельское поселение     |
| 164 | Кашаево               | деревня                 | 29        | Грузинское сельское поселение        |
| 165 | Кисляково             | деревня                 | ↗31       | Масловское сельское поселение        |
| 166 | Климово               | деревня                 | ↗246      | Будовское сельское поселение         |
| 167 | Клин                  | деревня                 | 40        | Яконовское сельское поселение        |
| 168 | Клоково               | деревня                 | ↘52       | Мирновское сельское поселение        |
| 169 | Кляково               | деревня                 | 8         | Мирновское сельское поселение        |
| 170 | Кожевниково           | деревня                 | ↘28       | Высоковское сельское поселение       |
| 171 | Козлово               | деревня                 | 29        | Рудниковское сельское поселение      |
| 172 | Колёсные Горки        | деревня                 | ↘22       | Марьинское сельское поселение        |
| 173 | Колодино              | деревня                 | 0         | Яконовское сельское поселение        |
| 174 | Колосово              | деревня                 | 14        | Высоковское сельское поселение       |
| 175 | Коноплище             | деревня                 | 9         | Мирновское сельское поселение        |
| 176 | Конышково             | деревня                 | 5         | Страшевичское сельское поселение     |
| 177 | Копкино               | деревня                 | 0         | Высоковское сельское поселение       |
| 178 | Коптево               | деревня                 | 19        | Мошковское сельское поселение        |
| 179 | Копыряне              | деревня                 | 1         | Страшевичское сельское поселение     |
| 180 | Корзово               | деревня                 | 10        | Страшевичское сельское поселение     |
| 181 | Коробино              | деревня                 | 1         | Высоковское сельское поселение       |
| 182 | Коробово              | деревня                 | 18        | Яконовское сельское поселение        |
| 183 | Коротково             | деревня                 | 1         | Страшевичское сельское поселение     |
| 184 | Коршево               | деревня                 | 6         | Страшевичское сельское поселение     |
| 185 | Корытниково           | деревня                 | 11        | Яконовское сельское поселение        |
| 186 | Костерево             | деревня                 | 22        | Будовское сельское поселение         |
| 187 | Костешино             | деревня                 | 13        | Большесвятцовское сельское поселение |
| 188 | Костешино             | деревня                 | 56        | Борисцевское сельское поселение      |
| 189 | Костино               | деревня                 | 60        | Грузинское сельское поселение        |
| 190 | Костково              | деревня                 | 0         | Рудниковское сельское поселение      |
| 191 | Костромино            | деревня                 | 1         | Высоковское сельское поселение       |
| 192 | Костромка             | деревня                 | 1         | Сукромленское сельское поселение     |
| 193 | Кочено                | деревня                 | 10        | Будовское сельское поселение         |
| 194 | Кочерово              | деревня                 | ↘6        | Масловское сельское поселение        |
| 195 | Красная Горка         | деревня                 | 38        | Яконовское сельское поселение        |
| 196 | Красное               | село                    | ↗25       | Рудниковское сельское поселение      |
| 197 | Красные Зори          | деревня                 | 1         | Высоковское сельское поселение       |
| 198 | Красный Торфяник      | посёлок                 | ↘116      | Борисцевское сельское поселение      |
| 199 | Кресино               | деревня                 | 42        | Мирновское сельское поселение        |
| 200 | Кресты                | деревня                 | 1         | Большесвятцовское сельское поселение |
| 201 | Кречетово             | деревня                 | 22        | Мошковское сельское поселение        |
| 202 | Круглое               | деревня                 | 0         | Будовское сельское поселение         |
| 203 | Крупшево              | деревня                 | 66        | Марьинское сельское поселение        |
| 204 | Крюково               | деревня                 | 39        | Будовское сельское поселение         |
| 205 | Кужлево               | деревня                 | 25        | Будовское сельское поселение         |
| 206 | Кузовково             | деревня                 | 57        | Рудниковское сельское поселение      |
| 207 | Куклино               | деревня                 | 1         | Яконовское сельское поселение        |
| 208 | Кунганово             | деревня                 | ↘54       | Высоковское сельское поселение       |
| 209 | Курово                | деревня                 | 9         | Грузинское сельское поселение        |
| 210 | Лаврово               | деревня                 | 6         | Высоковское сельское поселение       |
| 211 | Ладьино               | деревня                 | ↘285      | Высоковское сельское поселение       |
| 212 | Латиброво             | деревня                 | 6         | Сукромленское сельское поселение     |
| 213 | Лепешкино             | деревня                 | 1         | Сукромленское сельское поселение     |
| 214 | Лесная                | деревня                 | 5         | Яконовское сельское поселение        |
| 215 | Леушкино              | деревня                 | 12        | Грузинское сельское поселение        |
| 216 | Липига                | деревня                 | ↗53       | Мошковское сельское поселение        |
| 217 | Логуново              | деревня                 | 67        | Высоковское сельское поселение       |
| 218 | Лопатино              | деревня                 | 13        | Мошковское сельское поселение        |
| 219 | Лужково               | деревня                 | ↘129      | Страшевичское сельское поселение     |
| 220 | Луняково              | деревня                 | 1         | Сукромленское сельское поселение     |
| 221 | Лыково                | деревня                 | 0         | Высоковское сельское поселение       |
| 222 | Любини                | деревня                 | 11        | Мирновское сельское поселение        |
| 223 | Любохово              | деревня                 | 1         | Марьинское сельское поселение        |
| 224 | Ляхово                | деревня                 | 115       | Борисцевское сельское поселение      |
| 225 | Макарьино             | деревня                 | ↗73       | Масловское сельское поселение        |
| 226 | Малая Киселенка       | деревня                 | 12        | Будовское сельское поселение         |
| 227 | Малая Песочня         | деревня                 | 12        | Будовское сельское поселение         |
| 228 | Малиновка             | деревня                 | 6         | Марьинское сельское поселение        |
| 229 | Малое Вишенье         | деревня                 | 78        | Яконовское сельское поселение        |
| 230 | Малое Петрово         | деревня                 | 20        | Будовское сельское поселение         |
| 231 | Малое Святцово        | деревня                 | 0         | Рудниковское сельское поселение      |
| 232 | Малый Борок           | деревня                 | 12        | Рудниковское сельское поселение      |
| 233 | Мануйлово             | деревня                 | 86        | Рудниковское сельское поселение      |
| 234 | Маркашино             | деревня                 | ↘46       | Мирновское сельское поселение        |
| 235 | Мартыново             | деревня                 | 147       | Мошковское сельское поселение        |
| 236 | Марьино               | село                    | ↗467      | Марьинское сельское поселение        |
| 237 | Маслово               | деревня                 | ↗311      | Масловское сельское поселение        |
| 238 | Матюково              | деревня                 | 20        | Мошковское сельское поселение        |
| 239 | Машкино               | деревня                 | 10        | Яконовское сельское поселение        |
| 240 | Машутино              | деревня                 | ↘10       | Масловское сельское поселение        |
| 241 | Медведково            | деревня                 | 0         | Борисцевское сельское поселение      |
| 242 | Медухово              | деревня                 | 21        | Грузинское сельское поселение        |
| 243 | Межострово            | деревня                 | 0         | Сукромленское сельское поселение     |
| 244 | Меленки               | деревня                 | 0         | Страшевичское сельское поселение     |
| 245 | Мельгубово            | деревня                 | 1         | Мошковское сельское поселение        |
| 246 | Мирный                | посёлок                 | ↘593      | Мирновское сельское поселение        |
| 247 | Миронежье             | деревня                 | ↘90       | Мирновское сельское поселение        |
| 248 | Митино                | деревня                 | ↘532      | Будовское сельское поселение         |
| 249 | Михайлово             | деревня                 | 1         | Высоковское сельское поселение       |
| 250 | Михайлово             | деревня                 | 39        | Страшевичское сельское поселение     |
| 251 | Мишково               | деревня                 | 0         | Яконовское сельское поселение        |
| 252 | Мишутино              | деревня                 | 1         | Мошковское сельское поселение        |
| 253 | Млевичи               | деревня                 | ↗55       | Грузинское сельское поселение        |
| 254 | Можайцево             | деревня                 | ↘68       | Мирновское сельское поселение        |
| 255 | Мошки                 | деревня                 | ↗556      | Мошковское сельское поселение        |
| 256 | Мякинница             | деревня                 | 8         | Страшевичское сельское поселение     |
| 257 | Мякинницкий Льнозавод | посёлок                 | 1         | Страшевичское сельское поселение     |
| 258 | Набережный            | посёлок                 | 42        | Мирновское сельское поселение        |
| 259 | Негоново              | деревня                 | ↗68       | Масловское сельское поселение        |
| 260 | Нежданово             | деревня                 | 0         | Высоковское сельское поселение       |
| 261 | Немчино               | деревня                 | 11        | Страшевичское сельское поселение     |
| 262 | Непорово              | деревня                 | 38        | Сукромленское сельское поселение     |
| 263 | Нерудный              | посёлок                 | 76        | Сукромленское сельское поселение     |
| 264 | Нестерово             | деревня                 | ↘1        | Высоковское сельское поселение       |
| 265 | Нивы                  | деревня                 | 1         | Сукромленское сельское поселение     |
| 266 | Нижнее                | деревня                 | 0         | Будовское сельское поселение         |
| 267 | Никола Бор            | деревня                 | ↘0        | Тверецкое сельское поселение         |
| 268 | Николаевка            | деревня                 | 13        | Высоковское сельское поселение       |
| 269 | Никольское            | село                    | →220      | Яконовское сельское поселение        |
| 270 | Новгородское          | деревня                 | 50        | Мошковское сельское поселение        |
| 271 | Новинки               | деревня                 | →0        | Масловское сельское поселение        |
| 272 | Новинки               | деревня                 | 74        | Сукромленское сельское поселение     |
| 273 | Ново-Александровка    | деревня                 | 7         | Сукромленское сельское поселение     |
| 274 | Ново-Глинкино         | деревня                 | 1         | Высоковское сельское поселение       |
| 275 | Новое                 | деревня                 | 28        | Высоковское сельское поселение       |
| 276 | Новое Беркаево        | деревня                 | 0         | Мирновское сельское поселение        |
| 277 | Новое Борисцево       | деревня                 | ↗78       | Борисцевское сельское поселение      |
| 278 | Новое Вишенье         | деревня                 | 19        | Большесвятцовское сельское поселение |
| 279 | Новое Малиново        | деревня                 | 0         | Яконовское сельское поселение        |
| 280 | Ново-Петровское       | деревня                 | 9         | Страшевичское сельское поселение     |
| 281 | Ново-Симонково        | деревня                 | 7         | Мошковское сельское поселение        |
| 282 | Обухово               | деревня                 | 7         | Высоковское сельское поселение       |
| 283 | Обухово               | деревня                 | ↗12       | Масловское сельское поселение        |
| 284 | Орехово               | деревня                 | 9         | Мирновское сельское поселение        |
| 285 | Осипово               | деревня                 | 0         | Страшевичское сельское поселение     |
| 286 | Осипово               | деревня                 | ↘20       | Яконовское сельское поселение        |
| 287 | Осташково             | деревня                 | 20        | Будовское сельское поселение         |
| 288 | Осташково             | деревня                 | ↗187      | Яконовское сельское поселение        |
| 289 | Островок              | деревня                 | 6         | Яконовское сельское поселение        |
| 290 | Осуйское              | деревня                 | 0         | Тверецкое сельское поселение         |
| 291 | Отрадное              | деревня                 | 15        | Сукромленское сельское поселение     |
| 292 | Павлушкино            | деревня                 | 5         | Сукромленское сельское поселение     |
| 293 | Падерино              | деревня                 | 9         | Страшевичское сельское поселение     |
| 294 | Паника                | деревня                 | ↘7        | Мирновское сельское поселение        |
| 295 | Парнево               | деревня                 | 31        | Будовское сельское поселение         |
| 296 | Патраково             | деревня                 | 1         | Высоковское сельское поселение       |
| 297 | Пашино                | деревня                 | 21        | Страшевичское сельское поселение     |
| 298 | Первое Мая            | посёлок                 | →14       | Масловское сельское поселение        |
| 299 | Переслегино           | деревня                 | 33        | Сукромленское сельское поселение     |
| 300 | Перцово               | деревня                 | 1         | Рудниковское сельское поселение      |
| 301 | Пестово               | деревня                 | 0         | Высоковское сельское поселение       |
| 302 | Песчанки              | деревня                 | 5         | Сукромленское сельское поселение     |
| 303 | Петропавлово          | село                    | ↘12       | Грузинское сельское поселение        |
| 304 | Печки                 | деревня                 | ↘23       | Масловское сельское поселение        |
| 305 | Пирогово              | деревня                 | ↗427      | Грузинское сельское поселение        |
| 306 | Победа                | посёлок                 | 14        | Будовское сельское поселение         |
| 307 | Победа                | посёлок                 | ↗11       | Масловское сельское поселение        |
| 308 | Поведская Больница    | посёлок                 | 11        | Яконовское сельское поселение        |
| 309 | Поведь                | село                    | ↘30       | Яконовское сельское поселение        |
| 310 | Погорелово            | деревня                 | ↘113      | Мирновское сельское поселение        |
| 311 | Погорельцево          | деревня                 | 1         | Будовское сельское поселение         |
| 312 | Поддубье              | деревня                 | 0         | Сукромленское сельское поселение     |
| 313 | Подолы                | деревня                 | 1         | Высоковское сельское поселение       |
| 314 | Подольцы              | деревня                 | 54        | Рудниковское сельское поселение      |
| 315 | Подсосенье            | деревня                 | 6         | Яконовское сельское поселение        |
| 316 | Пожитово              | деревня                 | 25        | Мошковское сельское поселение        |
| 317 | Поломеницы            | деревня                 | 18        | Мошковское сельское поселение        |
| 318 | Помазкино             | деревня                 | 1         | Мошковское сельское поселение        |
| 319 | Понкратово            | деревня                 | 1         | Высоковское сельское поселение       |
| 320 | Попово                | деревня                 | 0         | Большесвятцовское сельское поселение |
| 321 | Поречье               | деревня                 | 1         | Высоковское сельское поселение       |
| 322 | Прусово               | деревня                 | 9         | Страшевичское сельское поселение     |
| 323 | Прутенка              | деревня                 | ↗46       | Большесвятцовское сельское поселение |
| 324 | Прутня                | деревня                 | ↗16       | Будовское сельское поселение         |
| 325 | Пудышево              | деревня                 | 15        | Яконовское сельское поселение        |
| 326 | Пышково               | деревня                 | 8         | Яконовское сельское поселение        |
| 327 | Пятница Плот          | село                    | →16       | Яконовское сельское поселение        |
| 328 | Радилово              | деревня                 | 6         | Грузинское сельское поселение        |
| 329 | Раёк                  | посёлок                 | ↘26       | Марьинское сельское поселение        |
| 330 | Раменки               | деревня                 | 1         | Страшевичское сельское поселение     |
| 331 | Раменье               | деревня                 | ↘6        | Тверецкое сельское поселение         |
| 332 | Рамушки               | деревня                 | 35        | Будовское сельское поселение         |
| 333 | Рашкино               | село                    | ↗28       | Масловское сельское поселение        |
| 334 | Редькино              | деревня                 | 1         | Страшевичское сельское поселение     |
| 335 | Ременево              | деревня                 | ↘24       | Высоковское сельское поселение       |
| 336 | Рожново               | деревня                 | 13        | Сукромленское сельское поселение     |
| 337 | Рудниково             | деревня                 | ↗225      | Рудниковское сельское поселение      |
| 338 | Русино                | деревня                 | ↗94       | Страшевичское сельское поселение     |
| 339 | Рылово                | деревня                 | 24        | Яконовское сельское поселение        |
| 340 | Рюмино                | деревня                 | 1         | Яконовское сельское поселение        |
| 341 | Рябиниха              | деревня                 | 1         | Страшевичское сельское поселение     |
| 342 | Рязаново              | деревня                 | 34        | Марьинское сельское поселение        |
| 343 | Ряхово                | деревня                 | 1         | Мошковское сельское поселение        |
| 344 | Савинские Горки       | деревня                 | ↘65       | Мирновское сельское поселение        |
| 345 | Савинское             | деревня                 | ↘51       | Мирновское сельское поселение        |
| 346 | Садок                 | посёлок                 | 31        | Борисцевское сельское поселение      |
| 347 | Самотелки             | деревня                 | 0         | Сукромленское сельское поселение     |
| 348 | Саполово              | деревня                 | 35        | Высоковское сельское поселение       |
| 349 | Сафониха              | деревня                 | 18        | Грузинское сельское поселение        |
| 350 | Сахариха              | деревня                 | 30        | Большесвятцовское сельское поселение |
| 351 | Сверчково             | деревня                 | 9         | Страшевичское сельское поселение     |
| 352 | Свищево               | деревня                 | ↘55       | Марьинское сельское поселение        |
| 353 | Селестрово            | деревня                 | 12        | Грузинское сельское поселение        |
| 354 | Селихово              | деревня                 | 1         | Мирновское сельское поселение        |
| 355 | Селихово              | деревня                 | ↘477      | Масловское сельское поселение        |
| 356 | Сельцо                | деревня                 | 9         | Марьинское сельское поселение        |
| 357 | Сельцо                | деревня                 | 18        | Яконовское сельское поселение        |
| 358 | Семенково             | деревня                 | 50        | Мошковское сельское поселение        |
| 359 | Семёновское           | деревня                 | ↘379      | Борисцевское сельское поселение      |
| 360 | Симонково             | деревня                 | 1         | Яконовское сельское поселение        |
| 361 | Симоново              | деревня                 | 1         | Марьинское сельское поселение        |
| 362 | Синцово               | деревня                 | 7         | Грузинское сельское поселение        |
| 363 | Скоморохово           | деревня                 | 74        | Высоковское сельское поселение       |
| 364 | Скрипково             | посёлок                 | 0         | Борисцевское сельское поселение      |
| 365 | Скрылево              | деревня                 | 0         | Страшевичское сельское поселение     |
| 366 | Скрылево              | деревня                 | 1         | Тверецкое сельское поселение         |
| 367 | Скрябино              | деревня                 | 1         | Высоковское сельское поселение       |
| 368 | Славный               | посёлок                 | ↘975      | Будовское сельское поселение         |
| 369 | Слепетово             | деревня                 | →0        | Масловское сельское поселение        |
| 370 | Слоново               | деревня                 | 1         | Сукромленское сельское поселение     |
| 371 | Смердово              | деревня                 | 7         | Яконовское сельское поселение        |
| 372 | Смыково               | деревня                 | 7         | Рудниковское сельское поселение      |
| 373 | Снегирево             | деревня                 | 0         | Сукромленское сельское поселение     |
| 374 | Соколино              | деревня                 | 10        | Яконовское сельское поселение        |
| 375 | Соколово              | деревня                 | 0         | Яконовское сельское поселение        |
| 376 | Сосенка               | деревня                 | 37        | Яконовское сельское поселение        |
| 377 | Сосновка              | деревня                 | 7         | Сукромленское сельское поселение     |
| 378 | Сотино                | деревня                 | 68        | Большесвятцовское сельское поселение |
| 379 | Спасс                 | деревня                 | ↘18       | Мирновское сельское поселение        |
| 380 | Спирово               | деревня                 | 17        | Рудниковское сельское поселение      |
| 381 | Старое                | деревня                 | 1         | Высоковское сельское поселение       |
| 382 | Старое Беркаево       | деревня                 | 19        | Мирновское сельское поселение        |
| 383 | Старое Китово         | деревня                 | 1         | Яконовское сельское поселение        |
| 384 | Старое Малиново       | деревня                 | 33        | Яконовское сельское поселение        |
| 385 | Старо-Симонково       | деревня                 | 0         | Мошковское сельское поселение        |
| 386 | Степанково            | деревня                 | 33        | Рудниковское сельское поселение      |
| 387 | Степурино             | деревня                 | 1         | Большесвятцовское сельское поселение |
| 388 | Стояново              | деревня                 | 9         | Будовское сельское поселение         |
| 389 | Страшевичи            | село                    | ↘226      | Страшевичское сельское поселение     |
| 390 | Строевичи             | деревня                 | 1         | Сукромленское сельское поселение     |
| 391 | Струбище              | деревня                 | 1         | Яконовское сельское поселение        |
| 392 | Стружня               | деревня                 | ↗163      | Мошковское сельское поселение        |
| 393 | Стукшино              | деревня                 | 32        | Высоковское сельское поселение       |
| 394 | Ступнево              | деревня                 | 6         | Рудниковское сельское поселение      |
| 395 | Сукромля              | село                    | ↘390      | Сукромленское сельское поселение     |
| 396 | Сывороткино           | деревня                 | 16        | Борисцевское сельское поселение      |
| 397 | Таложня               | село                    | ↗342      | Рудниковское сельское поселение      |
| 398 | Тверецкий             | посёлок                 | ↘590      | Тверецкое сельское поселение         |
| 399 | Телицино              | деревня                 | 5         | Большесвятцовское сельское поселение |
| 400 | Терешкино             | деревня                 | 27        | Мирновское сельское поселение        |
| 401 | Терешкино             | железнодорожная станция | 117       | Мирновское сельское поселение        |
| 402 | Тетерлево             | деревня                 | 26        | Марьинское сельское поселение        |
| 403 | Теткино               | деревня                 | 1         | Мошковское сельское поселение        |
| 404 | Тимонино              | деревня                 | 8         | Мошковское сельское поселение        |
| 405 | Тимонцево             | деревня                 | 1         | Будовское сельское поселение         |
| 406 | Тимофеево             | деревня                 | →0        | Масловское сельское поселение        |
| 407 | Тимошкино             | деревня                 | 12        | Большесвятцовское сельское поселение |
| 408 | Толстиково            | деревня                 | 34        | Будовское сельское поселение         |
| 409 | Тредубье              | деревня                 | ↗128      | Мошковское сельское поселение        |
| 410 | Троицкое              | деревня                 | ↗26       | Мошковское сельское поселение        |
| 411 | Трубино               | деревня                 | 27        | Яконовское сельское поселение        |
| 412 | Трясенка              | железнодорожная станция | →0        | Масловское сельское поселение        |
| 413 | Тупиково              | деревня                 | ↗217      | Масловское сельское поселение        |
| 414 | Удальцово             | деревня                 | 30        | Яконовское сельское поселение        |
| 415 | Упирвичи              | деревня                 | ↘38       | Мошковское сельское поселение        |
| 416 | Упрышкино             | деревня                 | 40        | Рудниковское сельское поселение      |
| 417 | Ушаково               | деревня                 | 27        | Будовское сельское поселение         |
| 418 | Филитово              | деревня                 | 10        | Высоковское сельское поселение       |
| 419 | Фомино                | деревня                 | 35        | Рудниковское сельское поселение      |
| 420 | Фомино                | деревня                 | 0         | Страшевичское сельское поселение     |
| 421 | Фомишиха              | деревня                 | 1         | Страшевичское сельское поселение     |
| 422 | Хлыщево               | деревня                 | 0         | Мошковское сельское поселение        |
| 423 | Хотиново              | деревня                 | 11        | Грузинское сельское поселение        |
| 424 | Хребтово              | деревня                 | 5         | Мошковское сельское поселение        |
| 425 | Худяково              | деревня                 | 17        | Будовское сельское поселение         |
| 426 | Цапушево              | деревня                 | 6         | Высоковское сельское поселение       |
| 427 | Чайкино               | деревня                 | 21        | Грузинское сельское поселение        |
| 428 | Чевакино              | посёлок                 | ↘52       | Масловское сельское поселение        |
| 429 | Чеграево              | деревня                 | 8         | Мошковское сельское поселение        |
| 430 | Челядино              | деревня                 | 34        | Яконовское сельское поселение        |
| 431 | Чернавы               | деревня                 | 11        | Грузинское сельское поселение        |
| 432 | Чернево               | деревня                 | 0         | Будовское сельское поселение         |
| 433 | Чернигово             | деревня                 | 4         | Страшевичское сельское поселение     |
| 434 | Чигариха              | деревня                 | 6         | Страшевичское сельское поселение     |
| 435 | Чудины                | деревня                 | 8         | Яконовское сельское поселение        |
| 436 | Чупрово               | деревня                 | 8         | Яконовское сельское поселение        |
| 437 | Чуриково              | деревня                 | 7         | Большесвятцовское сельское поселение |
| 438 | Чуриково              | деревня                 | 46        | Мошковское сельское поселение        |
| 439 | Чуриково              | деревня                 | 26        | Грузинское сельское поселение        |
| 440 | Шевелино              | деревня                 | 22        | Яконовское сельское поселение        |
| 441 | Шеметово              | деревня                 | 23        | Большесвятцовское сельское поселение |
| 442 | Шепетово              | деревня                 | 1         | Страшевичское сельское поселение     |
| 443 | Шубино                | деревня                 | 1         | Будовское сельское поселение         |
| 444 | Шуколово              | деревня                 | 9         | Мошковское сельское поселение        |
| 445 | Шумчино               | деревня                 | 7         | Рудниковское сельское поселение      |
| 446 | Щёкино                | деревня                 | 12        | Марьинское сельское поселение        |
| 447 | Щемелинино            | деревня                 | 5         | Сукромленское сельское поселение     |
| 448 | Щербово               | посёлок                 | ↘28       | Масловское сельское поселение        |
| 449 | Щилово                | деревня                 | ↘18       | Масловское сельское поселение        |
| 450 | Юрьево                | деревня                 | 106       | Грузинское сельское поселение        |
| 451 | Юрьицево              | деревня                 | 40        | Мирновское сельское поселение        |
| 452 | Явидово               | деревня                 | 11        | Страшевичское сельское поселение     |
| 453 | Ягодкино              | деревня                 | 1         | Мошковское сельское поселение        |
| 454 | Якимово               | деревня                 | 25        | Яконовское сельское поселение        |
| 455 | Яковлевское           | деревня                 | 80        | Будовское сельское поселение         |
| 456 | Яконово               | село                    | ↘236      | Яконовское сельское поселение        |
| 457 | Якутино               | деревня                 | 49        | Борисцевское сельское поселение      |
| 458 | Якшино                | деревня                 | 13        | Яконовское сельское поселение        |
| 459 | Ям                    | деревня                 | 1         | Яконовское сельское поселение        |

## Транспорт
Через район проходит автомагистраль «Москва — Санкт-Петербург» и автодороги «Торжок—Осташков» и «Торжок—Высокое—Берново—Старица», а также линии Октябрьской железной дороги «Лихославль—Торжок—Ржев» и «Торжок—Кувшиново—Соблаго».

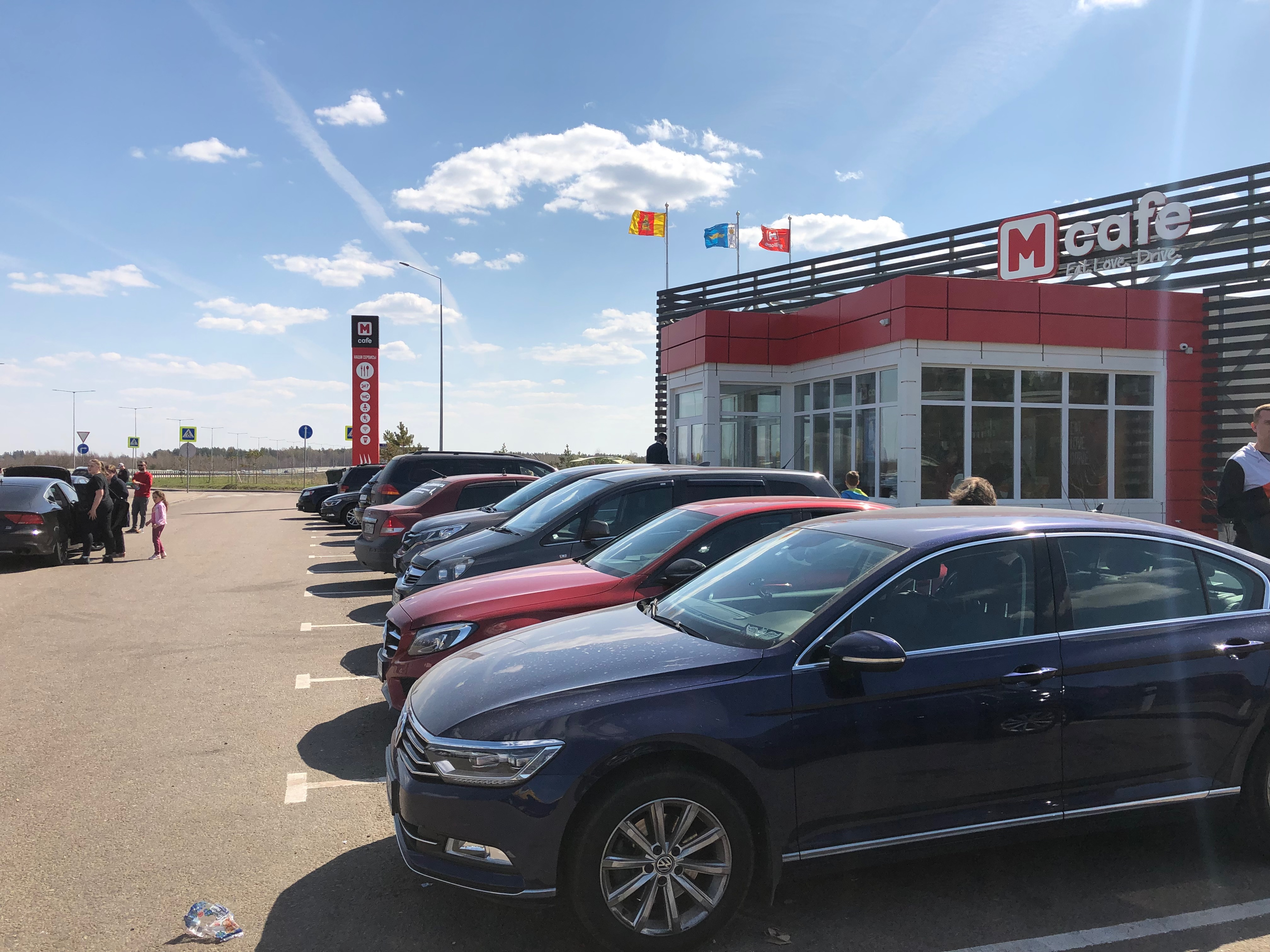
Кафе на трассе М11

Через территорию района (северо-восточная часть) запроектировано прохождение скоростной автомагистрали Москва — Санкт-Петербург.

## Достопримечательности

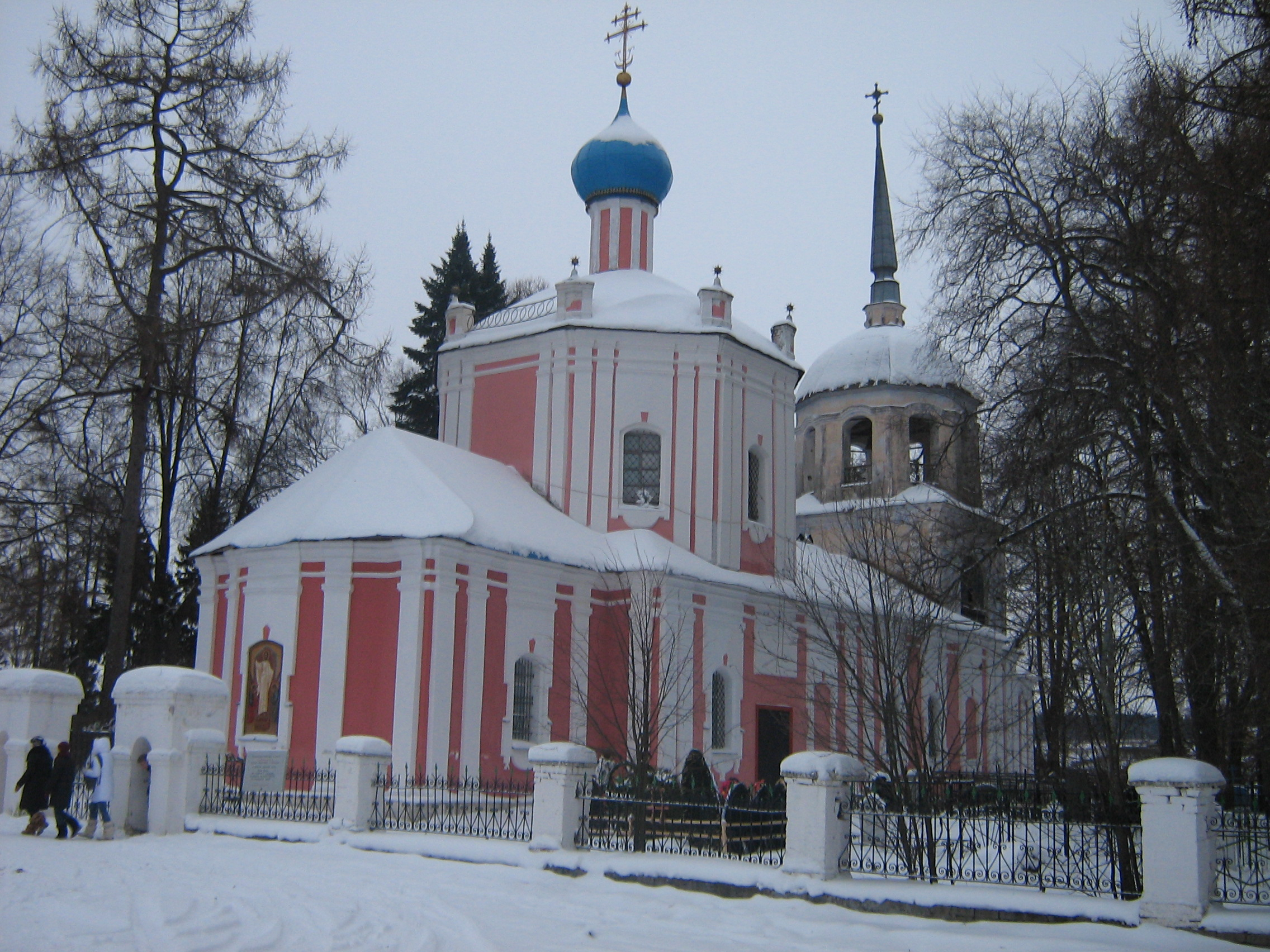
Д. Прутня Торжокского района Тверской области. Деревенская церковь и кладбище, на котором похоронена А. П. Керн

- Арпачёво (27 км от Торжка) — Казанская церковь и колокольня, построенные по проекту Н. А. Львова (1791 год)[34] (57°05′45″ с. ш. 34°37′44″ в. д.HGЯO);
- Василёво (6 км от Торжка) — памятник паркового строительства конца XVIII века, интересный мост из валунов (арх. Н. А. Львов). В усадьбу перенесены многочисленные памятники народной деревянной архитектуры Тверской области[35]. (57°05′47″ с. ш. 34°57′53″ в. д.HGЯO);
- Грузины (12 км от Торжка) — памятник усадебного строительства конца XVIII — начала XIX вв. (арх. Н. А. Львов и В. П. Стасов). Бывшая усадьба Полторацких. (56°56′29″ с. ш. 35°02′22″ в. д.HGЯO);
- Загорье — Петропавловская церковь (архитектор Н. А. Львов)[36]. (56°49′10″ с. ш. 34°51′48″ в. д.HGЯO);
- Митино (7 км от Торжка) — Бывшая усадьба Львовых. Памятник усадебного и паркового строительства конца XVIII — начала XIX вв. (арх. Н. А. Львов) (57°06′05″ с. ш. 34°58′28″ в. д.HGЯO);
- Никольское (25 км от Торжка) — Памятник усадебного строительства XVIII века. Бывшее имение Н. А. Львова Никольское-Черенчицы; сохранился усадебный дом, Воскресенская церковь, погреб-пирамида[37]. (57°05′31″ с. ш. 34°40′20″ в. д.HGЯO);
- Прутня (9 км от Торжка) — погост, где похоронена А. П. Керн(57°06′38″ с. ш. 34°57′36″ в. д.HGЯO);
- Раёк — усадьба Знаменское-Раёк, сохранился большой парк с прудами, церковь начала XVIII века, усадебный дом с огромной колоннадой, окружающей парадный двор (архитектор Н. А. Львов)[38](56°57′19″ с. ш. 35°15′15″ в. д.HGЯO);
- Васильева Гора — Часовня Даниила Столпника (архитектор Н. А. Львов)[39](56°56′37″ с. ш. 35°15′09″ в. д.HGЯO);